# Elizabeth Bennet
Elizabeth "Lizzy" Bennet es un personaje de ficción de la novela Orgullo y prejuicio, creado por Jane Austen.

## Personaje

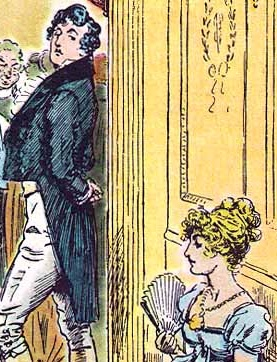
Detalle de una ilustración de C. E. Brock para la edición de 1895 de la novela Orgullo y prejuicio de Jane Austen (Capítulo 3)

Elizabeth o Lizzy es la segunda hija de los señores Bennet, siendo la preferida del padre pero la menos querida para la madre dado su intelecto. Los nombres de sus cuatro hermanas son Jane, Mary, Catherine "Kitty" y Lydia. Es muy cercana a su padre y a su hermana Jane, a quien quiere y adora. 
Su vida cambia con la llegada de Charles Bingley y en especial del amigo de este, el vanidoso, apuesto y muy rico Fitzwilliam Darcy. Tras el rechazo de éste en un baile, Elizabeth lo califica como una persona desagradable, orgullosa, muy prepotente y vanidosa, por lo que después fija su cariño en el oficial George Wickham. 
Su opinión sobre él, sin embargo, cambiará a lo largo de la historia, al darse cuenta de todo lo que ha hecho el Sr. Darcy por ella y su familia, tan solo por el aprecio y el amor que siente hacia ella. Finalmente Elizabeth aceptará casarse con el Sr. Darcy después de darle explicaciones a su padre por lo equivocada que estaba sobre como era él. Su opinión había cambiado tanto que lo describirá como una persona generosa, amable y atenta, y pronunciando su amor y su deseo de estar con él.
En cuanto a su personalidad, es una mujer de disposición jocosa y que ama una "buena risa"; a pesar de no ser vanidosa, es una persona notable -mas no exageradamente- y prejuiciosa, como puede verse en sus primeros juicios sobre George Wickham y Fitzwilliam Darcy, equivocándose en ambos casos al caracterizarlos basándose sus "primeras impresiones", título original de la novela en los borradores de Jane Austen.

## Retrato
Elizabeth Bennet es la segunda de cinco hijas del Sr. y la Sra. Bennet. Los nombres de los padres de Elizabeth nunca son mencionados y cuando la Sra. Bennet se dirige a su marido, lo llama Sr. Bennet.

### Situación familiar y carácter
Ella vive en Longbourn, la propiedad de su padre, miembro de la pequeña gentry provincial, se casó con una bella mujer frívola y tonta, de espíritu simple que frecuenta la sociedad simple y versátil de Meryton. Ella tiene una relación privilegiada con Charlotte Lucas, la hija inteligente y reflexiva de sus vecinos, y su tía Gardinier, joven mujer amable, inteligente y elegante, que recibe a las dos hijas mayores de la familia Bennet, les muestra una afectuosa solicitud y les prodiga consejos pertinentes.
La autora da pocos detalles físicos. Si Sir William evoca su gran hermosura, esto recae en un cliché. Además su madre la considera mucho menos bella que Jane; es verdad que ella es la menos favorita de sus hijas. La señorita Bingley, si bien le concede una hermosa dentadura, encuentra su piel morena y gruesa, cuando vuelve a verla en Pemberley, pero ella está celosa. El Sr. Darcy comenzó por negarse a encontrarla bonita, antes de descubrir que su rostro realzado por la profundidad y la inteligencia de sus ojos oscuros, su silueta fina y graciosa; sus modales llenos de confort y alegría. Ella se hacía notar también por su energía: ella camina rápidamente, sin dudar en caminar tres millas a través de los campos, desafiando barro y la opinión de la gente, para ir a reconfortar a su hermana enferma, incluso llega a correr y a pasearse sola.

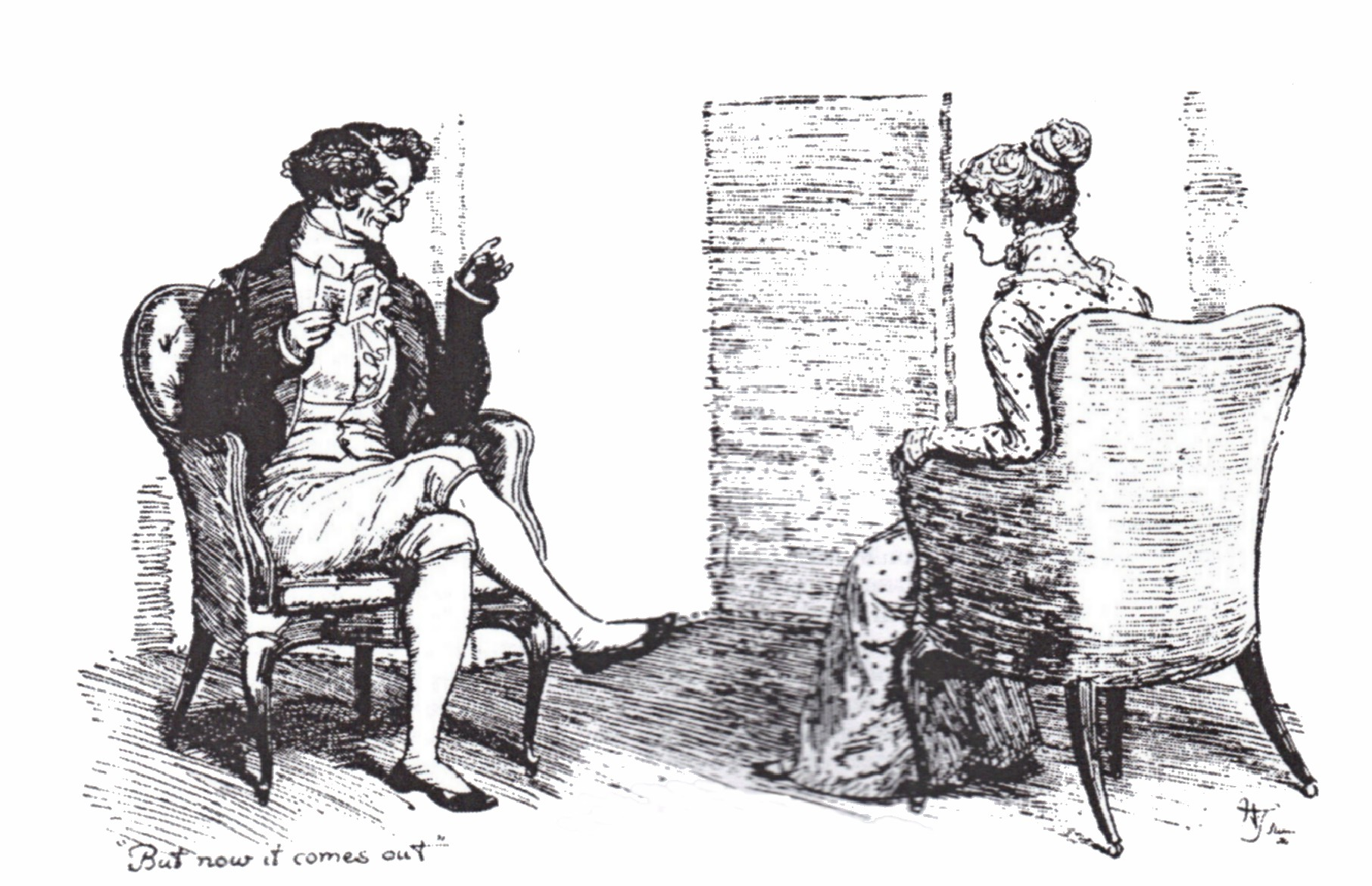
Elizabeth es la preferida de su padre, quien aprecia su vivacidad e inteligencia.

Su amor por los paseos solitarios, como aquellos que hace diariamente en el parque de Rosings, muestra su amor por la naturaleza, pero revela también un carácter introvertido. A pesar de que se siente cómoda en la sociedad y ama conversar, cuando está emocionada o perturbada, tiene la necesidad de retirarse a su habitación o a una calle tranquila, a leer, reflexionar, hacer un balance, decidir la conducta que adoptará o decidir lo que puede confiar a su hermana mayor Jane.
Existe un gran afecto, una conexión intensa entre Jane (de veintitrés años) y ella.
Elizabeth es además el segundo nombre de Cassandra Austen, y su madre tenía la costumbre de decir que Jane y Cassandra eran “inseparables”. Elizabeth comparte sus preocupaciones y responsabilidades, que son todos más pesados que los que sus padres tuvieron. Las dos hermanas suelen compartir sus puntos de vista cuando están juntas, y cartas cuando están separadas.
Jane es la más razonable, pero Elizabeth es la favorita de su padre, que aprecia su vivacidad de espíritu. Sin embargo, ambas, por su discreción y modales perfectos, muestran una distinción que le falta por completo al resto de la familia Bennet, cualidad que incluso el exigente Sr. Darcy está obligado a reconocer en su carta a Elizabeth.

## Cine y televisión
- En la versión de Orgullo y Prejuicio, Más fuerte que el orgullo de 1940 es interpretada por Greer Garson.
- En la versión de Orgullo y Prejuicio, de 1980 es interpretada por Elizabeth Garvie.
- En la versión de Orgullo y Prejuicio de 1995 es interpretada por Jennifer Ehle.
- En la versión de Orgullo y Prejuicio de 2005 es interpretada por Keira Knightley.
- En la versión de Orgullo y prejuicio y zombis (Basada en el libro "parodia" de Jane Austen) de 2015 es interpretada por Lily James.